# Region Mittelrhein-Westerwald
Die Region Mittelrhein-Westerwald ist eine der fünf Planungsregionen in Rheinland-Pfalz. Sie umfasst die Kreisfreie Stadt Koblenz, die zugleich auch das Oberzentrum der Region ist, sowie die Landkreise Ahrweiler, Altenkirchen, Cochem-Zell, Mayen-Koblenz, Neuwied, Rhein-Hunsrück-Kreis, Rhein-Lahn-Kreis und Westerwaldkreis. Die Region ist insgesamt 6432 km² groß. Verwaltungssitz und Geschäftsstelle der Planungsregion befinden sich in Koblenz, wo sich auch der Sitz der Struktur- und Genehmigungsdirektion Nord befindet. Die Planungsregion wird von einer Planungsgemeinschaft betreut, die für die Aufstellung der Regionalpläne und die Umweltplanung vor Ort zuständig ist. Leitender Planer ist Andreas Eul.